# Benelux Tour
Benelux Tour (dříve známá jako Eneco Tour a BinckBank Tour) je cyklistický etapový závod. Závod, který je součástí UCI World Tour, byl založen v roce 2005 pod původním názvem Eneco Tour. S ročníkem 2017 přišla změna názvu na BinckBank Tour.

## Historie
První ročník závodu Kolem Nizozemska začal 6. května 1948, ale jako každoroční závod začal až v roce 1975. Od roku 2000 se závod jmenoval Eneco Tour. V roce 2005 společně se začátkem UCI ProTour byl upadající závod reorganizován a posílen. Od roku 2017 je závod znám jako BinckBank Tour.

## Vítězové
| Ročník | Země          | Jezdec               | Tým                     |
| ------ | ------------- | -------------------- | ----------------------- |
| 2005   | Spojené státy | Bobby Julich         | Team CSC                |
| 2006   | Německo       | Stefan Schumacher    | Gerolsteiner            |
| 2007   | Španělsko     | Iván Gutiérrez       | Caisse d'Epargne        |
| 2008   | Španělsko     | Iván Gutiérrez       | Caisse d'Epargne        |
| 2009   | Norsko        | Edvald Boasson Hagen | Team Columbia–HTC       |
| 2010   | Německo       | Tony Martin          | Team HTC–Columbia       |
| 2011   | Norsko        | Edvald Boasson Hagen | Team Sky                |
| 2012   | Nizozemsko    | Lars Boom            | Rabobank                |
| 2013   | Česko         | Zdeněk Štybar        | Omega Pharma–Quick-Step |
| 2014   | Belgie        | Tim Wellens          | Lotto–Belisol           |
| 2015   | Belgie        | Tim Wellens          | Lotto–Soudal            |
| 2016   | Nizozemsko    | Niki Terpstra        | Etixx–Quick-Step        |
| 2017   | Nizozemsko    | Tom Dumoulin         | Team Sunweb             |
| 2018   | Slovinsko     | Matej Mohorič        | Bahrain–Merida          |
| 2019   | Belgie        | Laurens De Plus      | Team Jumbo–Visma        |
| 2020   | Nizozemsko    | Mathieu van der Poel | Alpecin–Fenix           |
| 2021   | Itálie        | Sonny Colbrelli      | Team Bahrain Victorious |
| 2022   | Nejelo se     | Nejelo se            | Nejelo se               |
| 2023   | Belgie        | Tim Wellens          | UAE Team Emirates       |